# Sage (system algebry komputerowej)

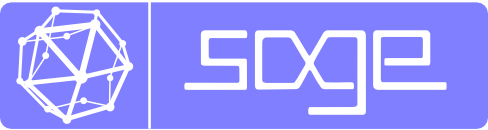
Logo SAGE

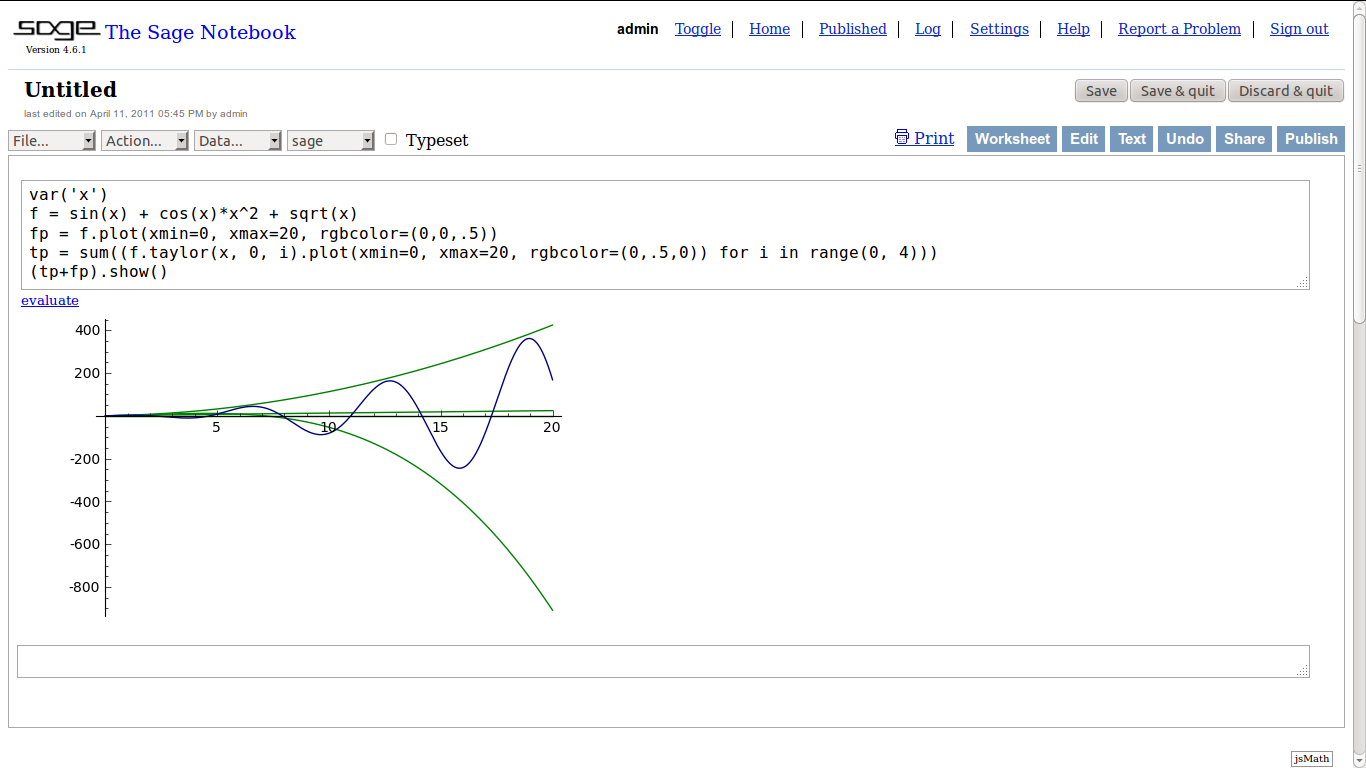
Wykres w SAGE

Sage (wcześniej SAGE od ang. Software for Algebra and Geometry Experimentation) – system algebry komputerowej napisanego w Pythonie i Cythonie (zmodyfikowanej wersji języka Pyrex).
Sage łączy w sobie rozmaite dystrybucje oprogramowania matematycznego. Rozprowadzany jest na licencji publicznej GNU i jest wolnym oprogramowaniem.

## Historia
Pierwszą wersję Sage opublikowano 24 lutego 2005 r. Od początku celem projektu było stworzenie wolnej alternatywy dla systemów Magma, Maple,
Mathematica i MATLAB.